# Ludvika Rottová

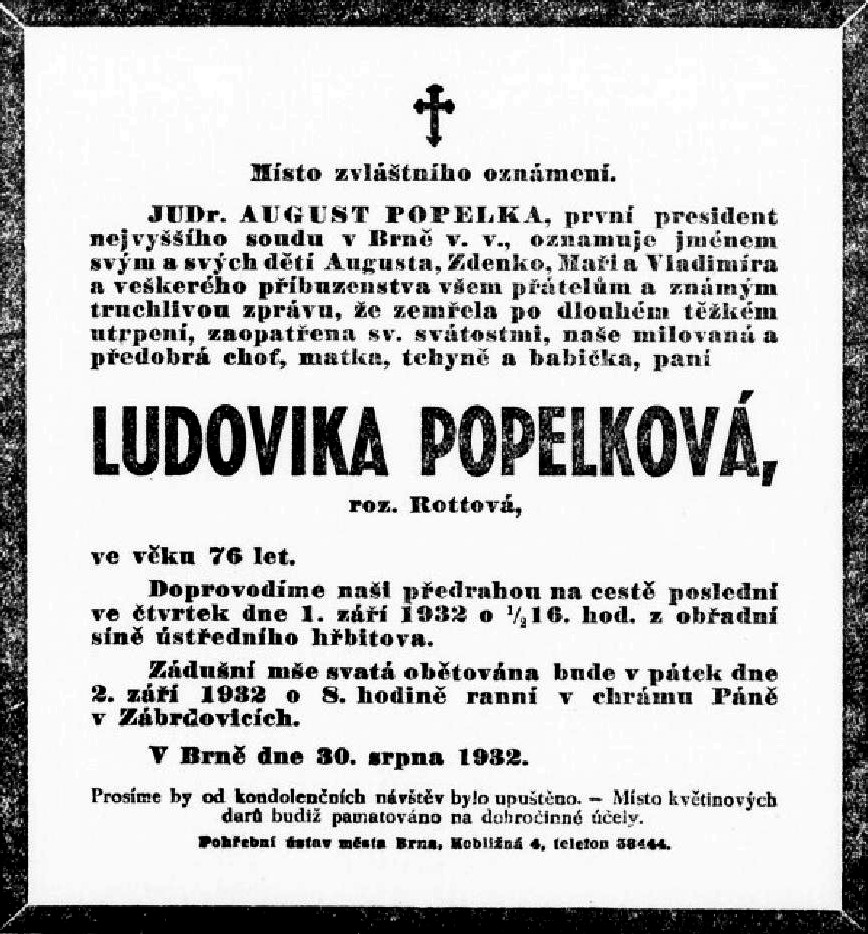
Oznámení o úmrtí Ludviky Popelkové, roz. Rottové, v dobovém tisku (Lidové noviny)

Ludvika Rottová, křtěná Marie Ludovíka, provdaná Popelková, (24. února 1856 Praha – 30. srpna 1932 Brno) byla česká divadelní herečka.

## Život
Narodila se v Praze na Starém Městě v rodině úředníka v pojišťovně Jaroslava Rotta a jeho ženy Barbory Spieglové. Od mládí tíhla k divadlu a poprvé upozornila na svůj talent u ochotníků na scéně divadla u sv. Mikuláše na Starém Městě v Praze. V letech 1876–1879 byla angažována v Prozatímním divadle pro obor tzv. „sentimentálních milovnic“. Při silné konkurenci v souboru nebyla náležitě nasazována a z tohoto důvodu následující dva roky působila na německých scénách v Olomouci, v Norimberku a Berlíně. V roce 1881 byla na doporučení Vendelína Budila angažována k divadelní společnosti Jana Pištěka, s níž hrála jednu sezónu na scéně Nového českého divadla na Královských Vinohradech, nazývaného též „Kravín“ a v zimě v Besedním domě v Brně. Počátkem roku 1883 nastoupila na scénu pražského Národního divadla jako představitelka tragických hrdinek a salónních dam. V polovině roku 1886 se provdala za právníka Augustina Popelku a ukončila divadelní dráhu.
Následovala svého manžela do Brna, kde příležitostně pracovala s ochotníky. V manželství se jí narodilo pět potomků, v Brně August (1887–1951), Marie (* 1888), Zdeněk (1892–1932), Ludvíka (* 1894), a ve Vídni v roce 1901 syn Vladimír. Syn Zdeněk se rovněž věnoval herectví a opernímu zpěvu.
Ludvika Popelková zemřela v Brně 30. srpna 1932 a pohřbena byla na brněnském Ústředním hřbitově.

## Divadelní role (výběr)

### Národní divadlo
- 1883–1884 – role Anežky ve hře V. Vlčka Eliška Přemyslovna
  - role Lady Makduffové ve hře W. Shakespeara Makbeth
  - role Rozárky ve hře J. K. Tyla Paličova dcera
  - role Hermie ve hře W. Shakespeara Sen v noci svatojanské
- 1884–1885 – role Liléz ve hře J. Vrchlického Julián Apostata
  - role Marie ve hře Ernsta Raupacha Mlynář a jeho dítě
  - role Julietty ve hře V. Sardoua Odetta
  - role Josefiny ve hře J. Šmahy Služebník svého pána
  - role Otilie ve hře O. Blumenthala Zvon reklamy
- 1885–1886 – role Genevievy de Préfond ve hře Raymonda Deslandese 'Antoinetta Rigaudová
  - role Ducha světla v baletu Romualda Marenceho Excelsior
  - role Diany de Noailles ve hře dle předloh Jeana Françoise Alfreda Bayarda a Dumanoira První souboj vévody z Richelieu
  - role Louisy ve hře H. Meilhace Vyslancův tajemník